# مختار أباد (غربي أردبيل)
مختار أباد (بالفارسية: مختارآباد) هي منطقة سكنية تقع في إيران في قسم الغربي الريفي. يقدر عدد سكانها بـ 35 نسمة .